# Cosmos (película de 2015)
Cosmos es una película de suspenso de ficción especulativa franco-portuguesa de 2015 escrita y dirigida por Andrzej Żuławski basada en la novela del mismo nombre de Witold Gombrowicz.

## Sinopsis
Un joven, con la esperanza de escribir una novela, visita una casa de huéspedes francesa con un amigo y se distrae con un misterio y los extraños habitantes de la casa. 

## Reparto
- Jean-François Balmer como León
- Sabine Azéma como Madame Woytis
- Jonathan Genet como Witold
- Johan Libereau como Fuchs
- Victoria Guerra como Lena
- Clémentine Pons como Catherette / Ginette

## Recepción
El sitio web del agregador de reseñas Rotten Tomatoes citó una calificación acumulada del 81% y una calificación promedio de 7/10, según 32 reseñas.